# Almenara de Adaja
Almenara de Adaja ist ein Ort und eine spanische Gemeinde mit 22 Einwohnern (Stand: 2024) in der Provinz Valladolid der Region Kastilien-León.

## Lage
Der Ort Almenara de Adaja liegt in der Iberischen Meseta ca. 53 km (Fahrtstrecke) südlich von Valladolid bzw. knapp 32 km südöstlich von Medina del Campo in einer Höhe von ca. 780 m ü. d. M. Das Klima im Winter ist kalt aber nur selten frostig, im Sommer dagegen warm bis heiß; der spärliche Regen (ca. 400 mm/Jahr) fällt verteilt übers ganze Jahr.

## Bevölkerungsentwicklung
| Jahr      | 1857 | 1900 | 1950 | 2000 | 2014 |
| Einwohner | -    | 209  | 205  | 26   | 27   |

Der kontinuierliche Bevölkerungsrückgang im 20. Jahrhundert ist im Wesentlichen auf die Mechanisierung der Landwirtschaft und den damit einhergehenden Verlust an Arbeitsplätzen zurückzuführen.

## Wirtschaft
Die Einwohner lebten jahrhundertelang hauptsächlich als Selbstversorger von der Landwirtschaft, zu der auch ein wenig Viehzucht (Schafe, Ziegen, Hühner) und in geringem Umfang auch der Weinbau gehörte. Erwirtschaftete Überschüsse konnten wegen der großen Entfernung zu den Städten kaum verkauft werden.

## Geschichte
Auf dem Gemeindegebiet wurde ein römisches Landgut (villa rustica) entdeckt und freigelegt. Im 8. Jahrhundert wurde das Gebiet von den Mauren erobert. Im 10. Jahrhundert eroberten vereinigte leonesisch-kastilische Heere unter der Führung des kastilischen Grafen Fernán González die entvölkerten Flächen südlich des Duero, doch machte der maurische Heerführer Almanzor Ende des 10. Jahrhunderts die Erfolge wieder zunichte. Nach der endgültigen Rückeroberung (reconquista) durch Alfons VI. im ausgehenden 11. Jahrhundert wurde das nahezu menschenleere Gebiet neu besiedelt; der Ort Almenara de Adaja gehörte zum Königreich León. Nach vorangegangenen Versuchen vereinigte sich León im Jahr 1230 endgültig mit dem Königreich Kastilien. Seine Blütezeit erlebte der Ort im ausgehenden Mittelalter und in der frühen Neuzeit.

## Sehenswürdigkeiten

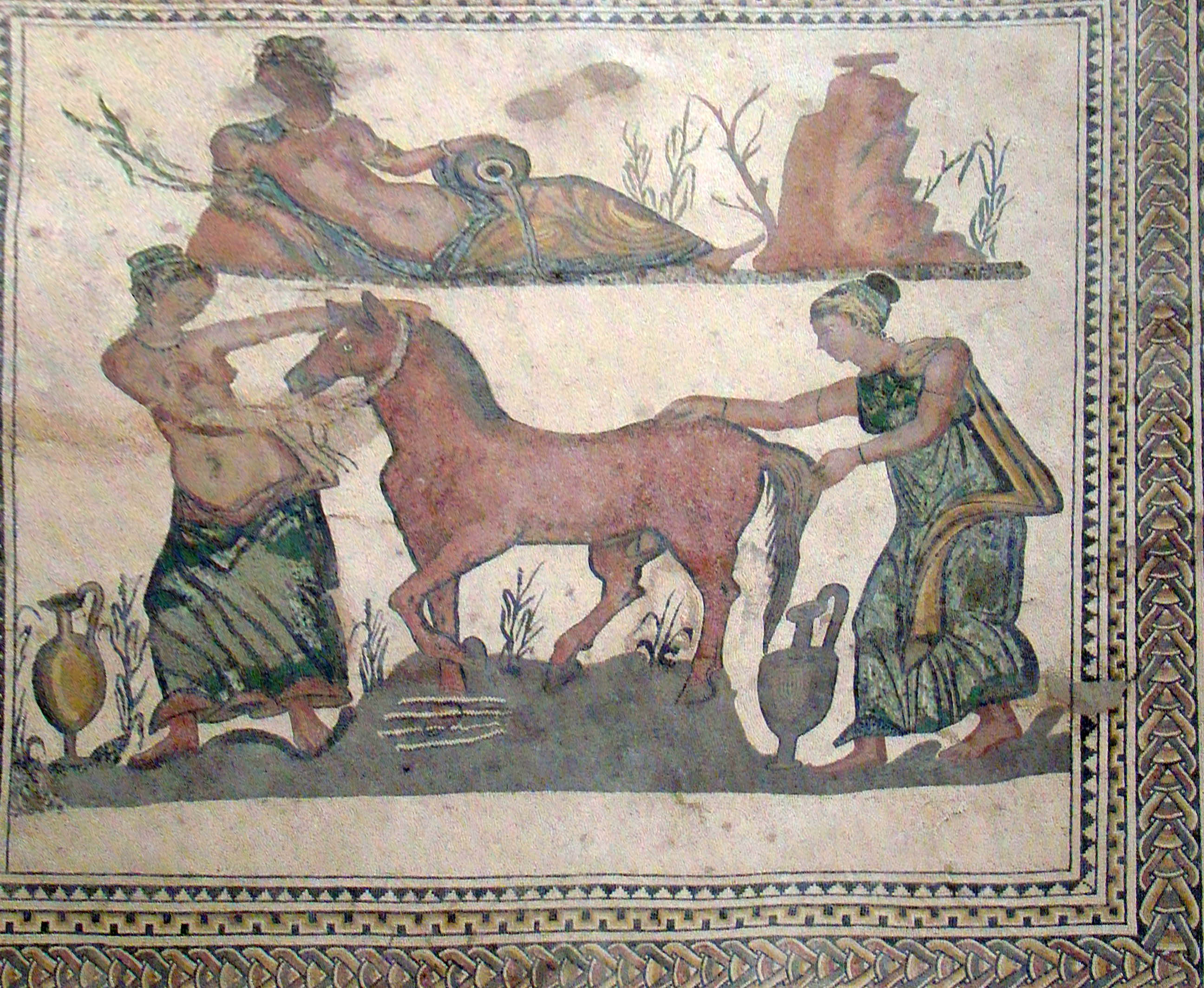
Pegasus(?)-Mosaik

- Die einschiffige Iglesia de Nuestra Señora de la Asunción ist der Himmelfahrt Mariens geweiht und entstand im 13. Jahrhundert in einem einfachen Mudéjarstil. Im 17. Jahrhundert wurde die Apsis um ein halboffenes Glockengeschoss erhöht. Im Innern der Kirche befinden sich mehrere barocke Altarretabel.[6]
- Vor dem Eingang zur Kirche steht ein steinernes Kreuz.

Umgebung
- Die römische Villa befindet sich etwa 2 km südlich des Ortes auf der Grenze zur Nachbargemeinde Puras. Bei den Ende des 20. Jahrhunderts durchgeführten Ausgrabungsarbeiten legte man die verputzten Grundmauern mit Malereiresten sowie mehrere figürliche und geometrische Mosaike von guter Qualität frei. Der gesamte Gebäudekomplex der Villa wurde in Originalgröße nachgebaut und mit Mobiliar ausgestattet.
- Neben der Ausgrabungsstätte wurde im Jahr 2003 ein Museum eröffnet, welches vielfältige Informationen und Einblicke in das Leben auf einem römischen Landgut bietet.[7][8][9]